# Corn Island
Corn Island är en kommun (municipio), en ögrupp och ett naturskyddsområde i Región Autónoma de la Costa Caribe Sur i Nicaragua. Den ligger i Karibiska havet, 70 kilometer öster om fastlandet. Kommunen består av öarna Big Corn Island och Little Corn Island, och har 7 296 invånare (2012). Corn Island är en populär turistdestination.

## Geografi

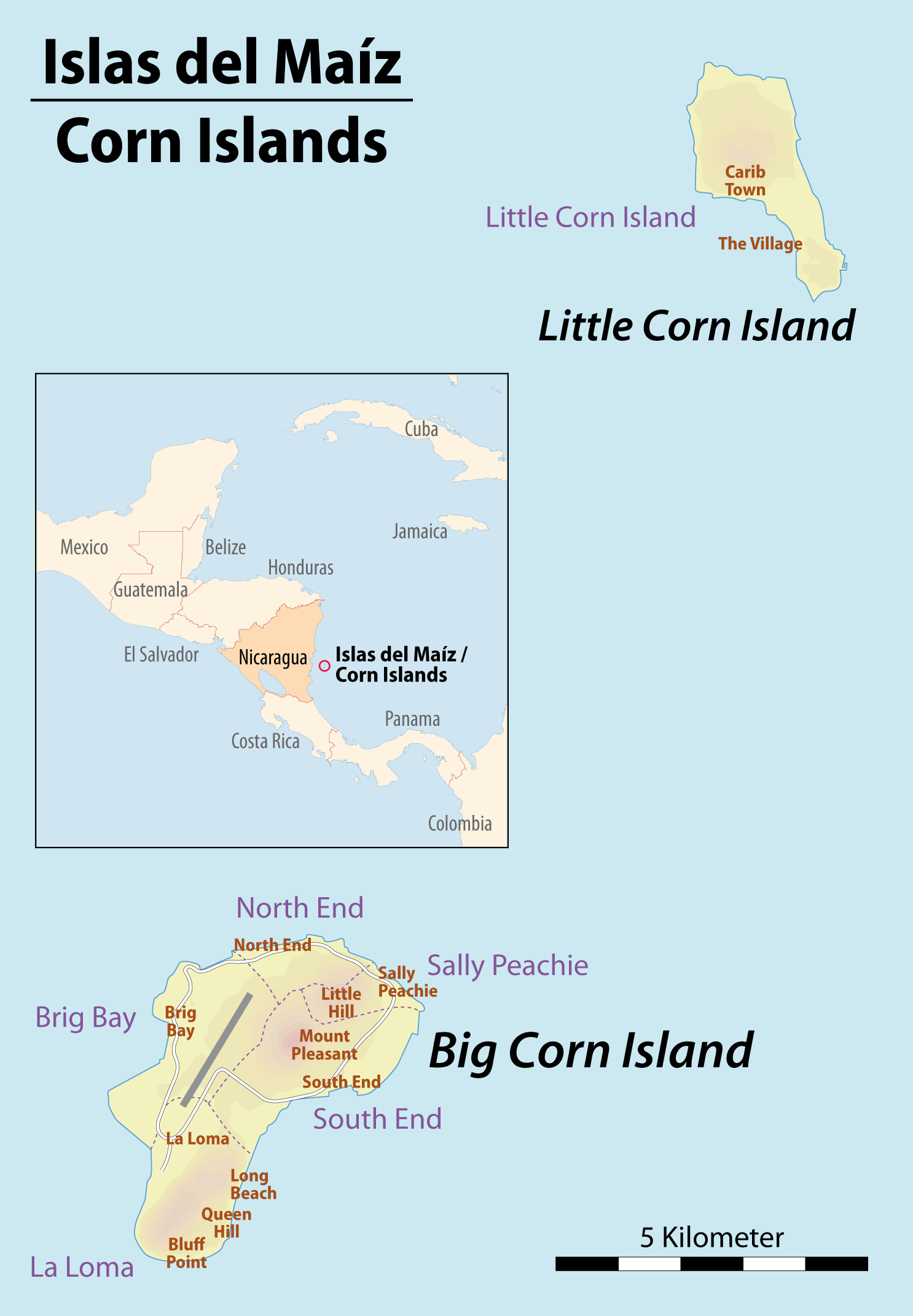
Barrios på Corn Islands

Kommunen Corn Island är geografiskt identisk med ögruppen Corn Islands, som består av de två öarna Big Corn Island och Little Corn Island. Little Corn Island ligger 10 kilometer nordost om Big Corn Island. Kommunens totala yta är 12,9 km2, varav Big Corn Island är 10 km2 och Little Corn Island är 2,9 km2. Kommunens högsta punkt är Mount Pleasant Hill, 89 meter över havet, på Big Corn Island.
Vid folkräkningen 2005 hade kommunen 6 626 invånare, varav 495 bodde på Little Corn Island och resten på Big Corn Island. Kommunen är uppdelad i sex censusdistrikt (barrios), fem på Big Corn Island och det sjätte bestående av Little Corn Island. Kommunens största ort är Brig Bay med 3 930 invånare i censusdistriktet, på västra sidan av Big Corn Island. Där finns kommunens viktigaste hamn med båtförbidelser med Bluefields och Little Corn Island. Övriga distrikt på Big Corn Island är (medsols från Brig Bay): North End (490 invånare, 2005), Sallie Peachie (265), South End (764) och La Loma (682).

## Naturskyddsområde
Hela kommunen utgör sedan 2021 ett naturskyddsområde vid namn Paisaje terrestre y marino Corn Island. Skyddsområdets yta, som även inkluderar det omkringliggande havet, är 431 km2.
Båda öarna kantas av sandstränder på alla sidor, åtskilda av klippartier.

## Historia
Kommunen Corn Island grundades 1940, och dess förste borgmästare var Isaiah Harold Lampson Jr.

## Transporter

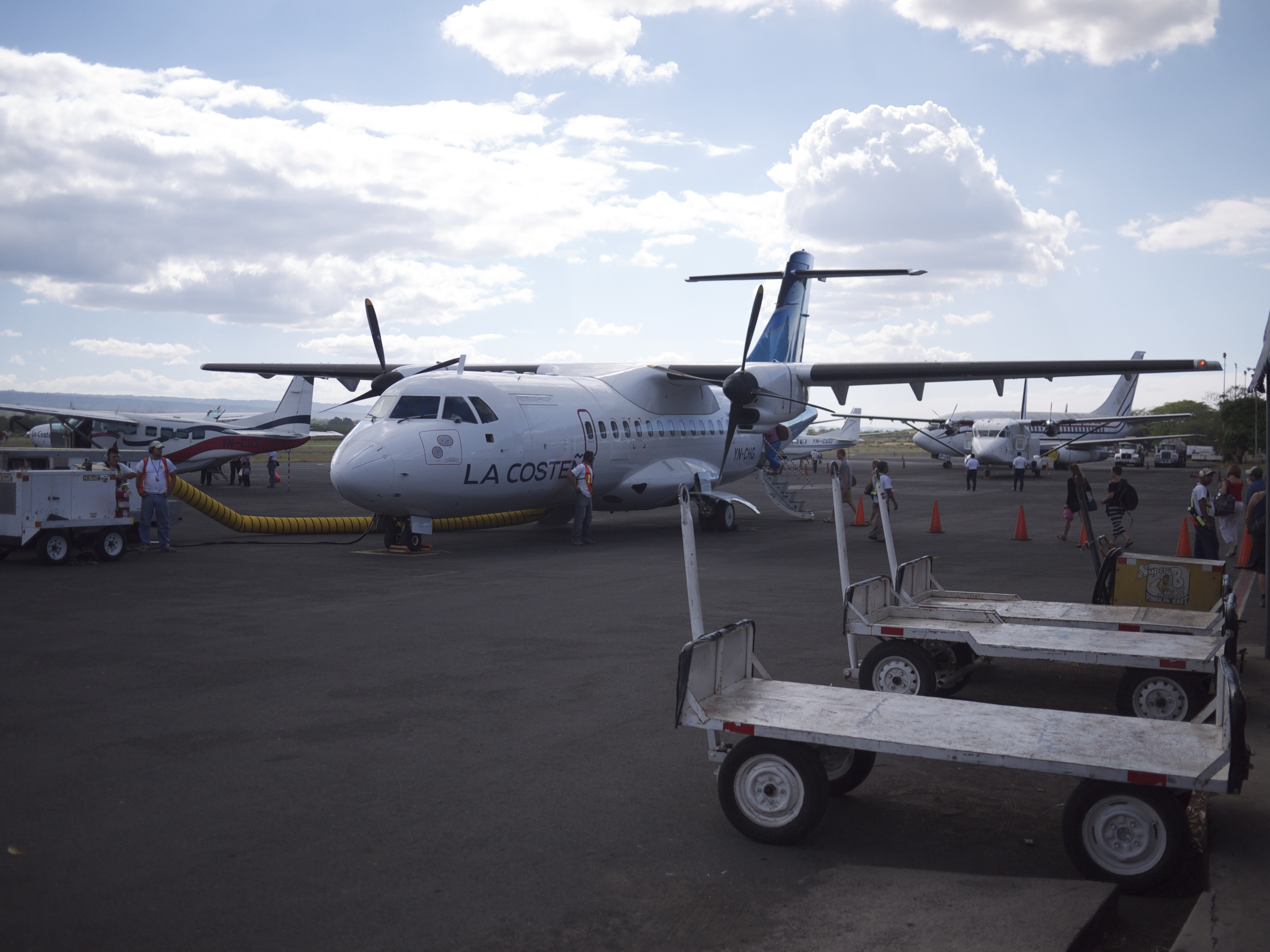
Flygplatsen på Big Corn Island

På Big Corn Island finns det en liten flygplats med dagliga flygförbindelser till och från Bluefields och Managua. Från Big Corn Island finns det också reguljära båtförbindelser med Bluefields och Bilwi. Det finns också reguljär båttrafik mellan Big Corn Island och Little Corn Island. Big Corn Island trafikeras av bussar som kör en rutt runt hela ön, samt av taxibilar. På Little Corn Island finns det inga bilvägar.

## Näringsliv
Kommunens främsta inkomstkälla var tidigare palmolja, men de flesta odlingarna försvann med orkanen Joan 1988. Nu domineras näringslivet av turism och hummerfiske.

## Kända personer från Corn Island
- Cheslor Cuthbert (1992-), basebollspelare, vann World Series 2015 med Kansas City Royals[7]

## Bilder

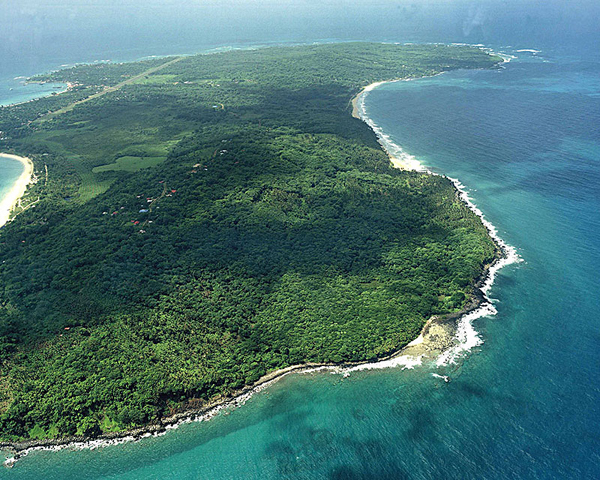
Big Corn Island
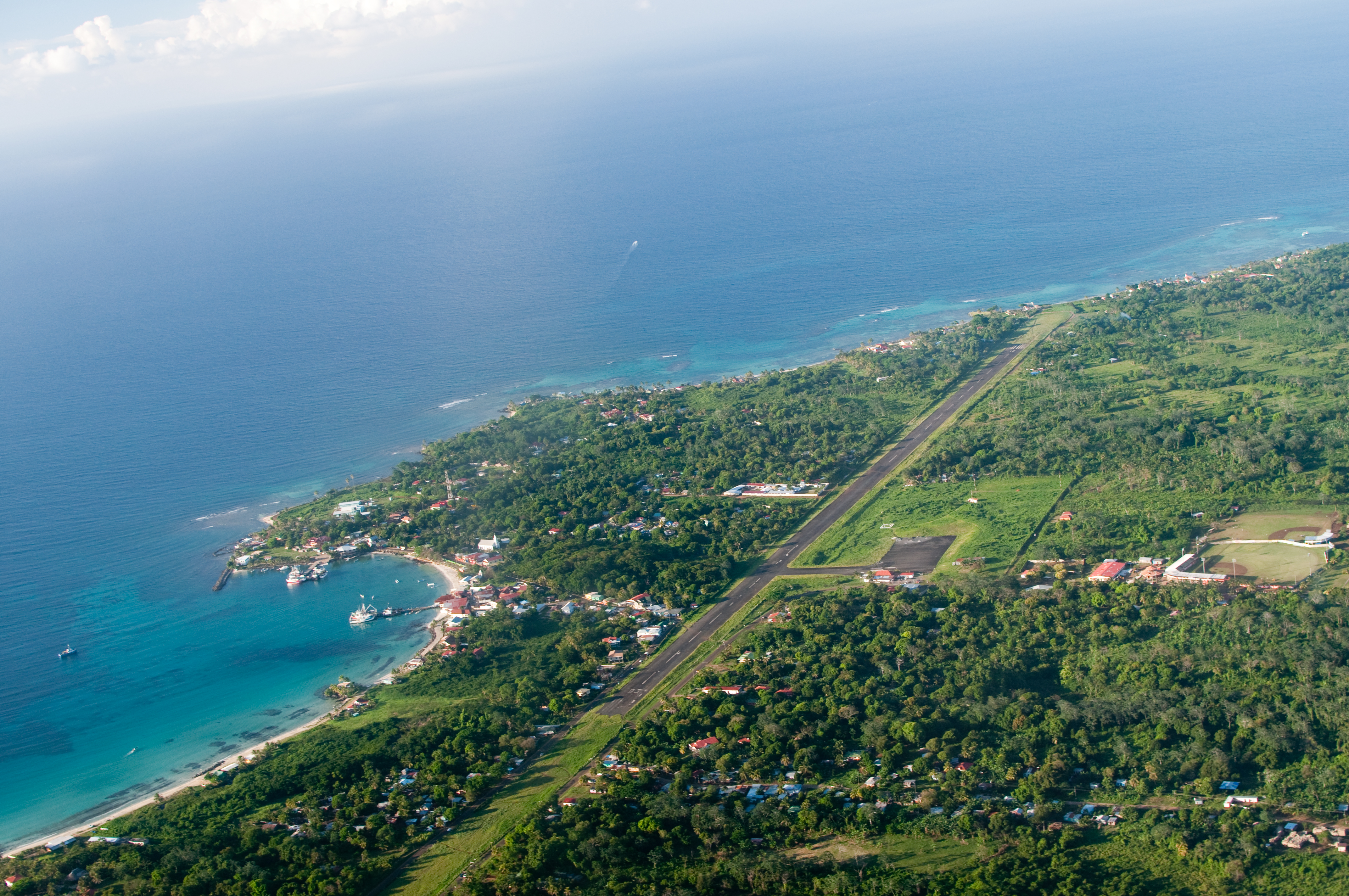
Flygplatsen och hamnen i Brig Bay
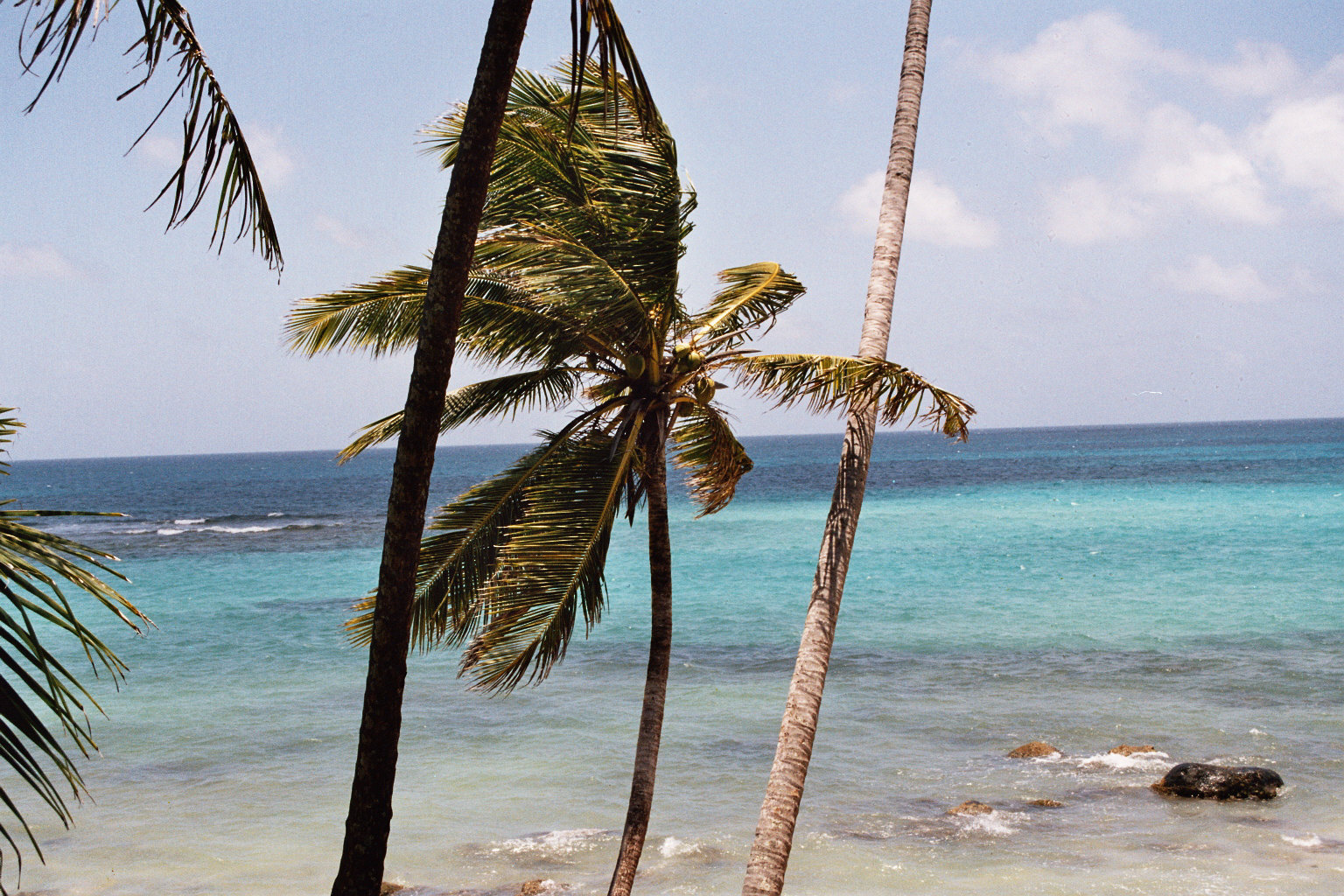
Palmer på Little Corn Island
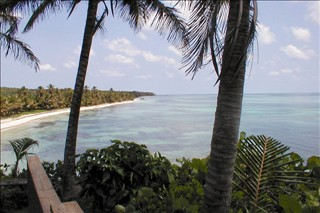
Little Corn Island från Iguana Café
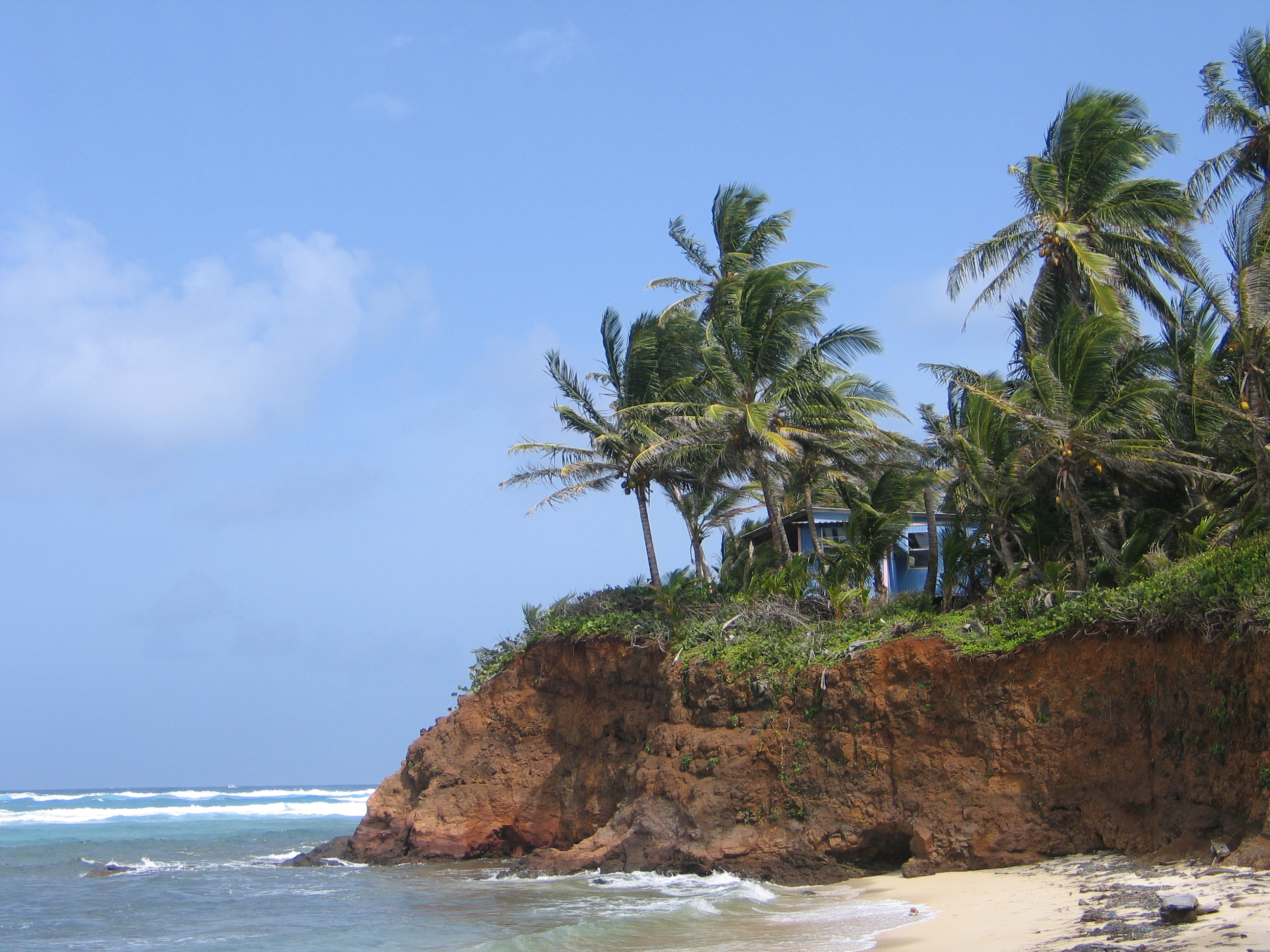
Hus på Little Corn Island